# Georg Metzger (Fußballspieler)
Georg „Schorsch“ Metzger (* 13. November 1946 im Landkreis Fürstenfeldbruck) ist ein ehemaliger deutscher Fußballspieler. Viele Jahre spielte er auf der Position des Rechtsaußen, bis sein Trainer Heinz Lucas ihn 1976 ins Mittelfeld beorderte, wo Metzger fortan als Spielmacher und Regisseur überzeugte. In dieser Rolle gelang ihm der endgültige Durchbruch und wurde zum Idol der Fangemeinde des TSV 1860 München.

## Karriere

### Aus dem Landkreis in die Großstadt
Metzger begann beim TSV Gernlinden mit dem Fußballspielen, einem Mehrspartenverein aus dem heutigen Stadtteil von Maisach im oberbayerischen Landkreis Fürstenfeldbruck. Auf Drängen seines Vaters gelangte er 1965 zum FC Bayern München, weil sein Vater in dem soeben in die Bundesliga aufgestiegenen Verein das geeignete Karrieresprungbrett für seinen talentierten Sohn sah. „Von mir aus wäre ich nie zu den Bayern gegangen, sondern lieber bei Gernlinden in der B-Klasse geblieben“, verriet Metzger später einmal. Und tatsächlich wurde er mit dem FC Bayern München nie so richtig warm. Nachdem er drei Jahre lang in dessen Amateurmannschaft aktiv gewesen war, erhielt er 1968 ein Angebot, das ihm nicht gefiel. Denn dieses sah nur ein geringes Grundgehalt vor und war vor allem auf Prämienzahlungen aufgebaut. Prämien setzten aber voraus, dass man auch (oft) spielte und Metzger schätzte seine Chancen realistisch ein. Daher wechselte er zum ESV Ingolstadt-Ringsee in die seinerzeit zweitklassige Regionalliga Süd.
Am Saisonende 1969/70 musste der Eisenbahner-Sportverein ein Entscheidungsspiel über den Ligaverbleib gegen die auf einem Abstiegsplatz stehende SpVgg Bayreuth absolvieren, die die gleiche Anzahl an Punkten und die gleiche Tordifferenz aufwies. Bei diesem Spiel, das die Ingolstädter mit 5:2 für sich entscheiden konnten, waren Funktionäre des soeben aus der Bundesliga abgestiegenen Münchner Traditionsvereins TSV 1860 München anwesend. Diese waren von Metzgers Auftritt derart beeindruckt, dass sie ihm sofort ein Angebot unterbreiteten.

### TSV 1860 München
Die zehn Jahre im weiß-blauen Trikot waren Metzgers erfolgreichste Zeit als Profispieler. Durch die Versetzung auf die Position des Spielgestalters in der Saison 1976/77 kam sein Talent erst richtig zur Entfaltung und in dieser Rolle hatte er entscheidenden Anteil am Wiederaufstieg der Löwen nach sieben Jahren Zweitligazugehörigkeit. Wie wichtig Metzgers Spielwitz für seine Mannschaft war, lässt sich den Berichten des Kicker-Sportmagazins entnehmen. Nachdem er am 2. April 1977 (32. Spieltag) beim torlosen Unentschieden im Spitzenspiel gegen den VfB Stuttgart vor 77.573 Zuschauern böse von seinem Gegenspieler Dragan Holcer gefoult worden war und sich einen Außenbandriss zugezogen hatte, der bereits einen Tag später operiert werden musste, war die Saison für ihn vorzeitig beendet. Die letzten sechs Punktspiele mussten die „Sechziger“ ohne ihren genialen Spielgestalter auskommen, was Ehrenpräsident Adalbert Wetzel düster in die Zukunft blicken ließ: „Der Verlust Metzgers für den Rest der Saison ist viel schwerwiegender als der diesmal verlorene Punkt. Das kann, das wird uns wahrscheinlich den Aufstieg kosten.“
Zwar büßten die „Sechziger“ die Tabellenführung schon bald an den VfB Stuttgart ein, der sie nicht mehr hergab, schafften aber auch ohne Metzger am 22. April 1977 (35. Spieltag) einen berauschenden 3:1-Sieg im Stadion am Bieberer Berg und hielten somit die Offenbacher Kickers auf Distanz. Am Saisonende belegten die „Löwen“ den zweiten Platz, womit sie für die Relegationsspiele gegen den Zweiten der Gruppe Nord, Arminia Bielefeld, qualifiziert waren. An diesen an Dramatik nicht zu überbietenden Spielen konnte übrigens auch der unerwartet früh genesene Metzger teilnehmen. Wenngleich ihm im ersten Spiel – wie überhaupt seiner gesamten Mannschaft – nicht viel gelang und der TSV 1860 München auf der Bielefelder Alm deutlich mit 0:4 unter die Räder kam, wendete sich das Schicksal eine Woche später. Im Münchner Olympiastadion überrannten die Löwen ihrerseits die „Arminen“ mit 4:0 und erzwangen somit ein nicht mehr für möglich gehaltenes drittes Spiel in Frankfurt, das die „Sechziger“ mit 2:0 gewannen. Metzger hatte an diesen Erfolgen entscheidenden Anteil. So verwandelte er in München einen Foulelfmeter zum 4:0-Endstand und im Frankfurter Waldstadion gelang ihm der Spiel entscheidende Treffer zum 2:0. Von 1974 bis 1979 absolvierte Metzger 128 Spiele in der 2. Bundesliga und erzielte 39 Tore für die „Löwen“.

### Aus der Großstadt in den Landkreis
In den Spielzeiten 1977/78 und 1979/80 gelang Metzger, was ihm beim FC Bayern München versagt blieb: er kam in der Bundesliga zum Einsatz. Sein Debüt gab er am 6. August 1977 (1. Spieltag) beim torlosen Remis im Heimspiel gegen den FC Schalke 04; sein erstes von insgesamt drei Toren in 29 Punktspielen erzielte er am 28. Januar 1978 (23. Spieltag) beim 4:0-Sieg im Heimspiel gegen den MSV Duisburg mit dem Treffer zum 3:0 per Strafstoß in der 58. Minute. Im Alter von 33 Jahren kehrte er in seine Heimat zurück und ließ seine Spielerkarriere 1981 beim SC Fürstenfeldbruck nach einer Spielzeit ausklingen.

## Sonstiges

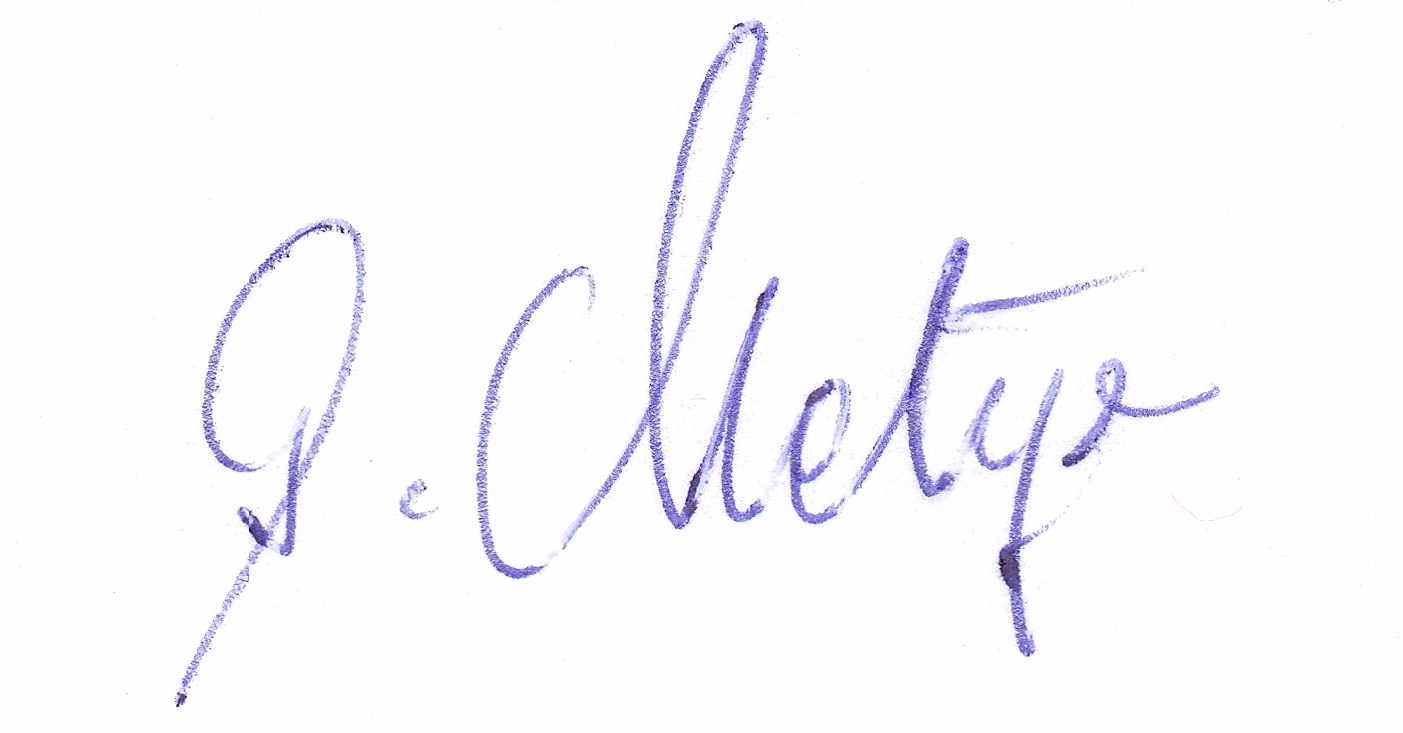
Autogramm von Georg Metzger

Im Zweitliga-Heimspiel gegen den 1. FSV Mainz 05 am 24. August 1974 wurde Metzger von seinem Gegenspieler Koppenhöfer mehrfach übel zugesetzt, ohne dass dieser dafür verwarnt worden wäre. Schließlich ließ der darüber erboste Metzger sich zu einem Revanchefoul hinreißen, das ihm selbst eine Verwarnung einbrachte. Als er dann wieder von Koppenhöfer gefoult wurde, sah er die Gelbe Karte so verlockend aus der Brusttasche des Unparteiischen herausragen, dass er nicht anders konnte, als sich selbst dieser zu bedienen und sie seinem Gegenspieler unter die Nase zu halten. Natürlich wusste Metzger, welche Konsequenzen dies haben würde und verließ wortlos den Platz, ohne auf die Rote Karte zu warten, die der Schiedsrichter ihm mit auf den Weg gab.